# Дорожнє (Зеленоградський район)
Дорожне (рос. Дорожное, нім. Kaspershöfen) — селище Зеленоградського району, Калінінградської області Росії. Входить до складу Переславського сільського поселення.
Населення — 289 осіб (2015 рік).

## Населення
| 2002 | 2010 |
| ---- | ---- |
| 221  | ↗289 |